# Ненадійний наратор
Ненадійний наратор у літературі, кіно, театрі тощо — інстанція недостовірної нарації, котра ставить під сумнів зміст оповідуваних у тексті подій та ситуацій, оповідач, який вводить читача в оману, надаючи йому хибну точку зору на історію. Таким чином, читач залишається в пастці свого погляду на події, поки поступово не виявляє, що оповідач не заслуговує довіри. Ненадійна перспектива в основному трапляється з особистим наративним методом або з Я-оповідачем. Термін взято в 1961 році від Вейна К. Бута з книги «Риторика фантастики». Текстовий адресант (наратор) є ключовою фігурою в прозовому художньому тексті. Бут зазначає, що «наратор часто радикально відрізняється від ідеалізованого автора („implied author“), який є творцем тексту». Ідеалізований наратор не оповідає, а натомість присутній у творі «ідеологічно». Використання ненадійного оповідача має наративну функцію, наприклад, введення читача/глядача в оману або зображення відповідного персонажа в негативному світлі.

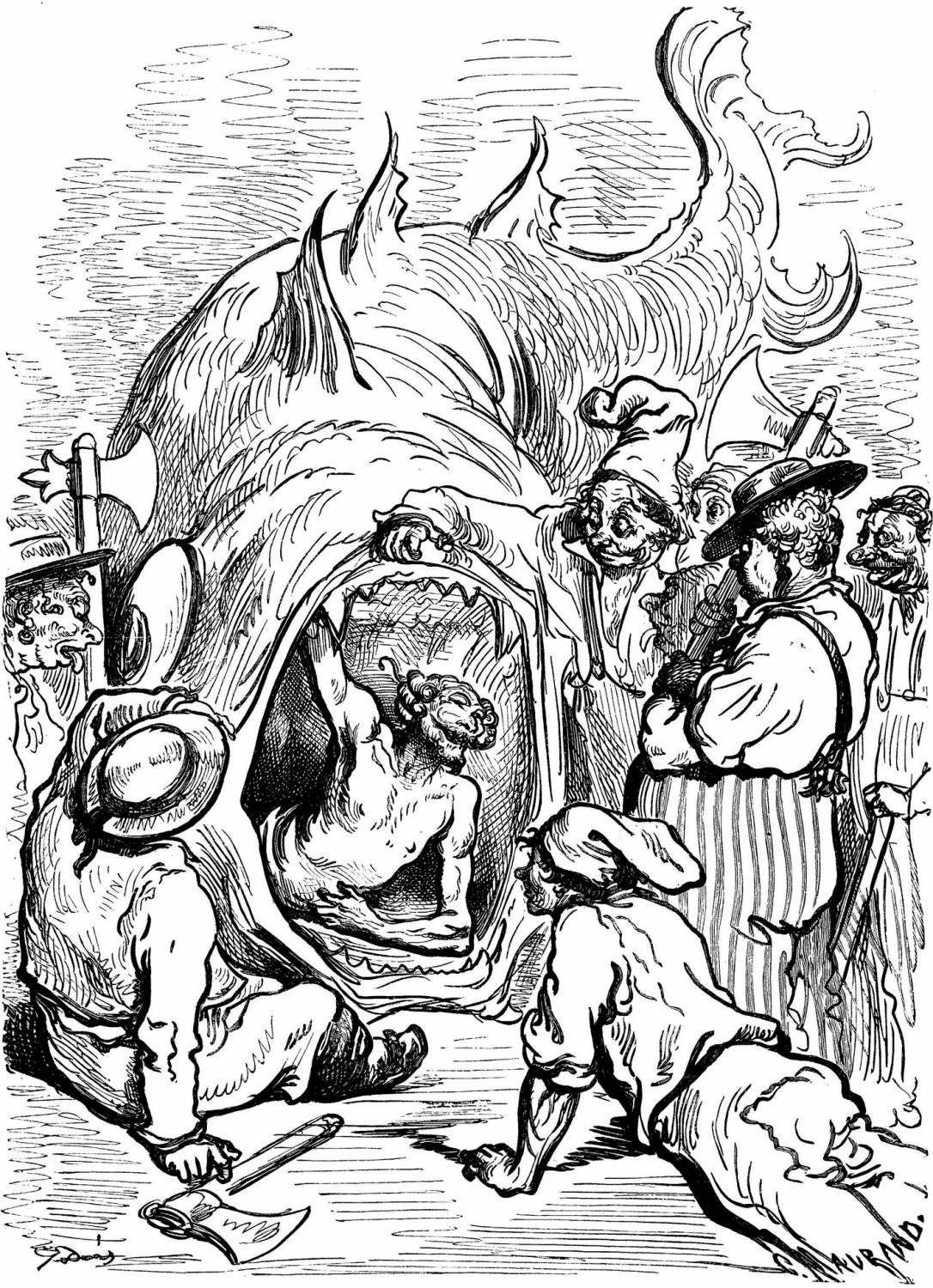
Ілюстрація Гюстава Доре до казки про те, як барона Мюнхгаузена проковтнув кит. У небилицях, таких як історія барона, часто фігурують ненадійні оповідачі.

Наративні персонажі можуть бути ненадійними, якщо вони мають психологічний недолік, висловлюють сильні упередження, не мають досвіду або навіть свідомо обманюють аудиторію.
Ненадійні оповідачі іноді використовуються у візуальних медіа (таких як фільми та комікси) для комічного ефекту, вказуючи на контраст між тим, що відбувається насправді, і тим, у що оповідач хоче, щоб аудиторія повірила (наприклад, зображуючи себе кращими, ніж вони є насправді).
Хоча ненадійні оповідачі майже за визначенням є оповідачами від першої особи, наводяться аргументи на користь існування ненадійних оповідачів від другої та третьої особи, особливо в контексті кіно та телебачення, а іноді також у літературі.
Іноді ненадійність оповідача стає очевидною одразу. Наприклад, історія може починатися з того, що оповідач робить явно неправдиву або маревну заяву чи зізнається, що він серйозно психічно хворий, або ж сама історія може містити рамку, в якій оповідач виступає як персонаж, з підказками про ненадійність персонажа. Більш драматичне використання цього прийому відкладає розкриття таємниці до кінця історії. У деяких випадках читач дізнається, що в попередньому наративі оповідач приховав або значно перекрутив життєво важливу інформацію. Такий несподіваний фінал змушує читачів переглянути свою точку зору та досвід сприйняття історії. У деяких випадках ненадійність оповідача ніколи не розкривається повністю, а лише натякається, що змушує читачів замислитися над тим, наскільки слід довіряти оповідачеві і як слід інтерпретувати його історію.

## Загальна інформація

### Класифікація
Були зроблені спроби класифікації ненадійних нараторів. Вільям Ріґґан у своєму дослідженні 1981 року проаналізував видимі типи ненадійних оповідачів, зосередившись на оповідачі від першої особи, оскільки це найпоширеніший тип ненадійної оповіді. На основі його висновків складено наступний список:
Пікарооповідач, якому притаманні перебільшення та хвалькуватість, першим прикладом якого, ймовірно, є солдат у комедії Плавта «Хвальковитий воїн». Прикладами в новітній літературі є Молль Фландерс, Сімпліцій Сімпліціссімус або Фелікс Крулл.
Божевільнийнаратор, який переживає або лише механізми психічного захисту, такі як (посттравматична) дисоціація та самовідчуження, або має важку психічну хворобу, таку як шизофренія чи параноя. Прикладами можуть слугувати «Кабінет доктора Каліґарі», оповідачі Франца Кафки, які відчужують себе, «жорсткий» (цинічний) оповідач в нуарній та гостросюжетній літературі, який недостовірно описує власні емоції, Барбара Коветт у «Скандальному щоденнику», Чарльз Кінбот у «Блідому вогні», безіменний протагоніст «Серця, що розповідає» Едгара По, Патрік Бейтман в «Американському психопаті».
Клоуноповідач, який не сприймає оповідь серйозно і свідомо грається з умовностями, правдою та очікуваннями читача. Прикладами такого типу є Трістрам Шенді та Брас Кубас.
Наївнийоповідач, сприйняття чи світогляд якого є незрілим або обмеженим його точкою зору. Приклади включають Гекльберрі Фінна, Артура Лестранжа, Холдена Колфілда з «Ловця в житі» та Форреста Гампа.
Брехунзрілий оповідач, який має здоровий глузд і навмисно спотворює себе, часто для того, щоб приховати свою непристойну чи дискредитуючу поведінку в минулому. Джон Дауелл у фільмі «Бравий солдат» Форда Медокса є прикладом такого оповідача.
Ця типологія не є вичерпною і не може стверджувати, що охоплює весь спектр недостовірної оповіді, навіть у межах спектру розповіді від першої особи. У цій галузі необхідні подальші дослідження.
Також точаться дебати навколо унікального існування ненадійних оповідачів від першої особи, хоча обмеження інформації для аудиторії деяких творів, таких як «Нормандські завоювання», передбачає ненадійні оповіді без необхідного існування оповідача. Залишається предметом дискусії питання, чи може бути ненадійним оповідач не від першої особи і як саме, хоча навмисне обмеження інформації для аудиторії може призвести до ненадійного наративу, навіть якщо це не обов'язково стосується ненадійного оповідача. Наприклад, у трьох переплетених п'єсах «Нормандських завоювань» Алана Ейкборна, кожна з яких обмежує дію одним із трьох місць протягом вихідних.
Кетлін Уолл стверджує, що в «Залишках дня» для того, щоб «ненадійність» головного героя (містера Стівенса), як оповідача спрацювала, ми повинні вірити, що він достовірно описує події, в той час, як інтерпретує їх ненадійно.

### Визначення та теоретичні підходи
Вейн С.Бут був одним із перших критиків, хто сформулював читацько-орієнтований підхід до ненадійної оповіді та розмежував надійного та ненадійного наратора на підставі того, чи порушує його мовлення загальні норми та цінності, чи відповідає їм. Він пише: «Я називав наратора надійним, коли він говорить від імені твору або діє відповідно до норм твору (тобто імпліцитних авторських норм), і ненадійним, коли він цього не робить». Пітер Дж. Рабіновіц розкритикував визначення Бута за те, що воно занадто покладається на зовнішні по відношенню до наративу факти, такі як норми та етика, які обов'язково повинні бути заплямовані особистою думкою. Згодом він модифікував підхід до ненадійного наративу.
Є ненадійні наратори (пор. Бут). Однак ненадійний наратор — це не просто наратор, який «не говорить правду» — який вигаданий наратор коли-небудь говорив буквальну правду? Ненадійний наратор — це скоріше той, хто говорить неправду, приховує інформацію, помиляється щодо аудиторії оповіді — тобто той, чиї твердження є неправдивими не за стандартами реального світу чи авторської аудиторії, а за стандартами його власної аудиторії оповіді. ... Іншими словами, всі вигадані оповідачі неправдиві в тому сенсі, що вони є імітаціями. Але деякі є імітаціями тих, хто говорить правду, деякі людей, які брешуть.
Пітер Дж. Рабіновіц зосереджується на статусі фікційного дискурсу на противагу фактичності. Він обговорює питання правди в художній літературі, виділяючи чотири типи аудиторії, які є реципієнтами того чи іншого літературного твору:
1. «Справжня аудиторія» (= люди з плоті і крові, які читають книгу).
2. «Авторська аудиторія»: (= гіпотетична аудиторія, якій автор адресує свій текст).
3. «Наративна аудиторія»: (= імітаційна аудиторія, яка також володіє певними знаннями).
4. «Ідеальна наративна аудиторія»: (= некритична аудиторія, яка приймає те, що говорить оповідач).

Рабіновіц припускає, що «при правильному прочитанні роману події, які в ньому зображені, повинні розглядатися як „правдиві“ і „неправдиві“ водночас. Хоча існує багато способів зрозуміти цю подвійність, я пропоную проаналізувати чотири аудиторії, які вона породжує». Аналогічно, Тамар Якобі запропонувала модель з п'яти критеріїв («інтегруючих механізмів»), які визначають, чи є наратор ненадійним, чи заслуговує оповідач довіру чи ні. Замість того, щоб покладатися на прийом імпліцитного автора (ідею прихованого авторства) та текстоцентричний аналіз ненадійного наративу, Ансгар Нюннінг (когнітолог-наратолог) надає докази того, що неналежність наративу можна переосмислити в контексті теорії фреймів і когнітивних стратегій читачів.
[…] щоб визначити ненадійність наратора, не потрібно покладатися лише на інтуїтивні судження. Не інтуїція читача, не імпліцитні (приховані) авторські норми та цінності є ключем до розгадки ненадійності наратора, а широкий спектр сигналів, що піддаються визначенню. До них належать як текстові дані, так і наявні у читача концептуальні знання про світ. Загалом те, чи називають оповідача ненадійним чи ні, залежить не від відстані між нормами та цінностями наратора та нормами ймовірного (імплісцитного) автора, а від відстані, яка відділяє картину світу наратора від моделі світу та стандартів нормальності читача.
Ненадійна оповідь, з цієї точки зору, стає суто читацькою стратегією осмислення тексту, тобто узгодити розбіжності в розповіді оповідача (див. сигнали ненадійної оповіді). Таким чином, Нюннінг ефективно усуває залежність від ціннісних суджень і моральних кодексів, які завжди заплямовані особистим світоглядом і смаком. Нещодавно Ґрета Олсон обговорила моделі Нюннінга та Бута, виявивши розбіжності в їхніх поглядах.
Іманентна до тексту модель ненадійності оповідача Бута була піддана критиці Ансгаром Нюннінгом за нехтування роллю читача у сприйнятті достовірності та за опору на недостатньо визначену концепцію імпліцитного автора, який мається на увазі. Нюннінг оновлює роботу Бута когнітивною теорією ненадійності, яка грунтується на цінностях читача та його відчутті розбіжностей між твердженнями і сприйняттями оповідача та іншою інформацією, що міститься в тексті.
І він пропонує «[…] оновити модель Бута, зробивши його неявну диференціацію між оповідачами, які помиляються, і ненадійними». Далі Олсон стверджує, «[…] що ці два типи оповідачів викликають різні реакції у читачів і їх найкраще описати за допомогою шкал помилковості та ненадійності». Вона вважає, що всі художні тексти, які використовують «ненадійність», найкраще розглядати вздовж спектру помилок, який починається з достовірності та закінчується ненадійністю. Ця модель допускає всі відтінки сірого між полюсами надійності та ненадійності. Як наслідок, кожен читач повинен визначити достовірність оповідача в художньому тексті.

### Сигнали ненадійної оповіді
Якого б визначення ненадійності не дотримувалися, існує ряд ознак, які свідчать або принаймні натякають на ненадійність оповідача. Нюннінг запропонував розділити ці сигнали на три великі категорії.
- Внутрішньотекстові ознаки, як-от те, що оповідач суперечить самому собі, має прогалини в пам'яті або брехня інших персонажів
- Позатекстові ознаки, такі, як суперечливі загальні знання читача про світ або неможливості (в межах параметрів логіки)
- Читацька літературна компетентність. Це включає знання читача про літературні типи (наприклад, стандартні персонажі, які знову з'являються протягом століть), знання про літературні жанри та їх умовності чи стилістичні засоби.

## Приклади

### Історичні події
Одне з найбільш ранніх вживань слова «ненадійність» у літературі зустрічається в «Жабах», написаних Арістофаном, коли після того, як бог Діоніс заявив, що потопив 12 чи 13 ворожих кораблів разом з Клістеном, його раб Ксантій каже «Тоді я прокинувся». Більш відомий приклад — комедія Плавта «Хвальковитий воїн» (300—200 рр. до н. е.), де зображено солдата, який постійно вихваляє свої досягнення, тоді як його раб Артотрог стверджує, що ці розповіді неправдиві, і що він підтримує їх лише для того, щоб не голодувати. Літературний прийом «ненадійного оповідача» був використаний у кількох середньовічних арабських історіях із «Тисячі й однієї ночі». В одній з них, в історії «Сім візирів», куртизанка звинувачує сина короля в тому, що він напав на неї, хоча насправді їй не вдалося його звабити. Сім візирів намагаються врятувати їй життя, розповідаючи сім історій, щоб довести ненадійність куртизанки, а куртизанка у відповідь розповідає історію, щоб довести ненадійність візирів. Прийом ненадійного оповідача також використовується для створення напруги в іншій історії з «Тисячі й однієї ночі», «Три яблука», одному з перших романів кримінального жанру. В одному місці оповідання двоє чоловіків стверджують, що вони є вбивцями, і один з них бреше. В інший момент історії, у «флешбеку», який показує причини вбивства, виявляється, що ненадійний оповідач переконав чоловіка у невірності його дружини, що призводить до її вбивства.
Іншим раннім прикладом ненадійного оповідання є «Кентерберійські оповіді», написані Джеффрі Чосером. У «Історії купця» оповідач, не будучи щасливим у шлюбі, дозволяє своїм женоненависницьким упередженням розповідати більшу частину історії.

### Новели
Суперечливий приклад підозрілого наратора присутній у романі Агати Крісті «Убивство Роджера Екройда», де оповідач приховує важливі істини в тексті (головним чином через ухилення та недомовки) не вдаючись до відвертої брехні. Багато читачів вважали, що поворот сюжету в кульмінаційний момент роману ніколи не був невиправданим. Крісті знову використала цю концепцію у своєму романі «Нескінченна ніч». Подібні оповідачі часто з'являються в трилерах і кримінальних романах, де навіть оповідач від першої особи може приховати важливу інформацію та навмисно вводити читача в оману, щоб зберегти фінал як сюрприз. У деяких випадках оповідач описує себе як тих, хто чинить сумнівні вчинки, щоб наприкінці виявити, що такі дії були не такими, якими вони здавалися (наприклад, у романі Алістера Макліна «Золоте побачення»). Багато романів розповідають від імені дітей, чия недосвідченість може засліпити їхні судження та зробити їх ненадійними. У «Пригодах Гекльберрі Фінна» (1884) невинність Гекльберрі Фінна спонукає його робити надто милосердні судження про інших героїв роману.
У двох найвідоміших романах Кена Кізі є ненадійні оповідачі. «Вождь» Бромден у фільмі «Пролітаючи над гніздом зозулі» страждає на шизофренію, і те, як він бачить речі, часто включає зростаючі предмети та людей, рухомі стіни, і так далі. В оповіді «Інколи нестримно хочеться» він перемикається між кількома головними героями, упередженість яких має тенденцію зміщувати симпатії читача від однієї особи до іншої, особливо в суперництві між персонажами Ліландом і Хенком Стемпером. У багатьох романах Сьюзен Говатч подібним чином використовується цей прийом; кожну главу розповідає інший персонаж, і лише після прочитання кожного з оповідачів читач усвідомлює, що кожен оповідач має упередження та «сліпі плями», які змушують його чи її сприймати події по-різному.
Гумберт Гумберт, головний герой і оповідач роману Володимира Набокова «Лоліта», часто розповідає історію таким чином, щоб зафіксувати свою «гебефільську» зацикленість на дівчатах, зокрема свої сексуальні стосунки з 12-річною падчеркою. Подібним чином, оповідач «Кінець Аліси», А. М. Хоумс, навмисно приховує повну історію злочину, за який він потрапив до в'язниці (зґвалтування та вбивство дівчини), до кінця роману.
У «Зеленій людині» Кінгслі Еміса недовіра оповідача Моріса Аллінгтона стирає межі між реальністю та фантазією. У «Прикладі з пальцем» Ієна Пірса, також використовує різні точки зору оповідачів, чиї дії не заслуговують довіри та суперечать одна одній.
Майк Енглбі, оповідач Енглбі Себастьяна Фолкса, змушує читача повірити в версію подій про його життя, яка стає все більш далекою від реальності.
Зено Козіні, оповідач роману «Совість Зенона», написаного Італо Звево, є типовим прикладом підозрілого оповідача; власне, роман подано як щоденник самого Зенона, який випадково спотворює факти, щоб виправдатися. Його психіатр, який публікує щоденник, стверджує у вступі, що він є сумішшю правди і брехні.
Пі Патель, оповідач книги Яна Мартеля «Життя Пі», опублікованої у 2001 році, є ще одним прикладом подібного оповідача. Провівши багато днів у морі, він описує різні події, розповідаючи своїм рятувальникам, що він поділився своєю рятувальною шлюпкою з зеброю, орангутангом, гієною та бенгальським тигром (який вбиває гієну, після неї вона вбиває двох інших тварин). Коли вони ставлять під сумнів його історію, він пропонує похмурішу, але більш правдоподібну альтернативу, у якій моряка та його матір вбиває корабельний кухар, якого Пі пізніше вбиває, щоб вижити. Рятувальники усвідомлюють зв'язок між тваринами в оригінальній історії та людьми, зебра представляє моряка, орангутанг представляє матір Пі, гієна представляє кухаря, а він є тигром. Коли Пі вказує, що жодна з історій не є правдоподібною і не змінює результат (корабель тоне, а його сім'я гине), рятувальники вирішують повірити в історію з тваринами, тому що вона краща.
Українські твори
У наративній стратегії роману «Двері в день» Ґео Шкурупія, є ненадійний наратор та експліцитний автор. Тканину тексту творять явища «реального» та ірреального світів з їх фантастичними елементами: снами, мріями, мареннями, псевдодетективними колізіями, сп'яніннями наратора-персонажа Теодора Гая, який перебуває у стані зміненої свідомості, а також актуалізуються ознаки менніпеї. Читач роману матиме справу з кумедними порівняннями, оксюморонами, метафорами, подієвістю роману, котра супроводжується паузами, пов'язаними зі вставними розповідями, іншими сюжетними лініями, матиме справу з романом у романі (Теодор Гай як ненадійний наратор та автор роману про самого себе), та наратором-персонажем, який володіє високим рівнем інтелекту і за допомогою вигадливого поєднання художніх засобів і стилів створює особливу манеру викладу, в центрі якої — категорія ненадійності. Експліцитний автор іронізує як над персонажем, так і над типовою ситуацією, що часто трапляється. Повною мірою осягнути авторський задум можна, якщо зрозуміти феномен ненадійного наратора та його особливості. Читачу буде важливо розуміти, яка з наративних історій є домінантною в системі наративного дискурсу. Інстанція наратора у романі є визначальною у авторській стратегії викладу, а ненадійний наратор, наратор-персонаж є домінантою — центральним рушієм наративної історії. Первинною є історія Теодора Гая, який пише роман про самого себе. Лише дійшовши до двадцять третього розділу, читач усвідомлює, що всі попередні розділи виявилися фікцією, витвором мрій та уяви Теодора Ґая. Він все ще перебуває в пивній, де віртуозно вправляється джаз-бенд, і проводить час з людьми сумнівної репутації. Така наративна стратегія руйнує межі читацьких очікувань: «…все це була вигадка Гайової фантазії. Фантазія перемішалася з дійсною біографією Гая, Теодора Гая, що сидів у пивній. Тепер він і сам не знав, що йому робити далі». Рецептивна інтрига полягає в тому, що оповідач контролює модус дозволеного сприйняття читача. Якщо спочатку реципієнт має сумніви щодо зображуваного художнього світу, то тепер він усвідомлює, що ним відкрито маніпулюють, коли Гай-наратор заявляє про те, що він планує «залишити героїв свого роману та втекти від них». Відправивши інших персонажів у «…ящик», «Гай розв'язався з героями свого роману» (Гай відв'язав себе від героїв свого роману). У словах про світле і велике майбутнє зчитується тонка іронія, яка «годує» засліплених ідеологією, які бачать те, що хочуть бачити, і, в той же час, живить спраглих до істини в часи тотальної цензури. Автором, протагоністом і наратором цього «буденного» роману є Теодор Ґай, і саме він є внутрішнім фокалізатором оповіді — доступу до емоцій, переживань і почуттів.
Прикладом ненадійного наратора у творі сучасної української літератури, є першоособовий наратор з повісті Валерія Шевчука «Початок жаху». Він перебуває одночасно в ролі оповідача і дійової особи — розповідає історію, у якій діє як персонаж. У творі, який можна охарактеризувати як містичний, за наведеними на початку твору текстовими сигналами ненадійного наратора є Михайло Вовчанський — «одержимий певними ідеями» вродливий і дуже побожний чоловік, який на момент оповіді відбуває покуту в монастирі через донос, і вагається у виборі між природним і неприродним поясненням зображуваних подій. На думку С. Яковенка «постійні переходи від дійсності до ірреальності, від певності до сумніву, від спокою до сум'яття» є визначальною рисою прози Валерія Шевчука. У творах Валерія Шевчука «Сповідь», «Мор», «Стежка в траві» також присутні приклади ненадійних наративів.
Прикладами таких «ковзаючих» станів оповідних інстанцій (нараторів) від «наратор у нормальному стані» до «наратор у зміненому стані свідомості» є повість М. Хвильового «Санаторійна зона», а також оповідання І. Франка «Микитичів дуб», і вони є прикладами досить складних випадків ідентифікації оповідних інстанцій (нараторів), складними для ідентифікації та міри виявленості та надійності наратора.
В оповіді роману Софії Андрухович «Фелікс Австрія», оповідачка Стефанія Чорненько — є прикладом ненадійного наратора, і численні «підказки» допомагають читачеві усвідомити це і засумніватися в її об'єктивності. Також, ненадійним наратором є оповідач в її романі «Амадока».
Приклади недостовірної нарації можна знайти у творах багатьох сучасних українських письменників: Юрій Андрухович («Московіада», «Рекреації»), Володимир Даниленко («Сон із дзьоба стрижа», «Газелі бідного Ремзі»), Юрій Іздрик («Воццек»), Таня Малярчук («Згори вниз. Книга страхів»), Тетяна Савченко («Мануал до черепахи»), Галина Пагутяк («Маґнат», «Компроміс», «Кіт з потонулого будинку»).

### Кіно
Одним із найстаріших прикладів використання підозрілого оповідача в кіно є німий фільм «Кабінет доктора Калігарі» 1920 року. В епілозі цього фільму є несподівана кінцівка, яка показує, що Френсіс, який розповідає історію, є пацієнтом у закладі для психічно хворих і що флешбек, який представляє більшу частину фільму, є плодом його уяви.
Фільм-нуар 1945 року «Об'їзд» розповідає з перспективи ненадійного головного героя, який, можливо, намагається виправдати свої вчинки.
У фільмі 1947 року «Одержима» Джоан Кроуфорд — жінка, яку привозять до психіатричної лікарні в стані шоку. Поступово вона розповідає лікарям історію про те, як потрапила туди до своїх лікарів, яка розповідається глядачам у флешбеках. Деякі з них виявляються галюцинаціями.

У фільмі «Рашомон» (1950), кримінальній драмі режисера Акіри Куросави, знятій за мотивами «У гаю» (1921), використовуються багато оповідачів, щоб розповісти історію смерті самурая. Кожен зі свідків описує одні й ті ж основні події, але розходяться в деталях, заявляючи, що самурай загинув внаслідок нещасного випадку, самогубства або вбивства. Термін «Ефект Рашомона» використовується для опису того, як різні свідки можуть щиро представити різні погляди на одну й ту саму подію. У фільмі не обирається «автентичний» оповідач, усі версії однаково достовірні та підозрілі.
У фільмі «Страх перед сценою» (1950) режисера Альфреда Гічкока використовує прийом ненадійної оповіді, представляючи вбивство у вигляді спогадів, як розповідає вбивця. Деталі ретроспективи дають пояснення, яке допомагає переконати невинного героя фільму допомогти вбивці, вважаючи його невинним.
У фільмі «Форрест Ґамп» (1994) головний герой розповідає історію свого життя, в одній частині він безневинно називає Apple Computer «фруктовою компанією», також припускаючи, що залишити відкритою «рану на мільйон доларів» означало б зробити на ній прибуток. Він стверджує, що батько Дженні добре ставився до неї, тому що «він завжди цілував і торкався її, як і інших її сестер».
У фільмі 1995 року «Звичайні підозрювані» з'ясовується, що оповідач був обдурений іншим персонажем, а отже й глядачами, вигадуючи історії та персонажів. Персонаж показаний як слабкий, скромний і тихий злочинець, але пізніше з'ясовується, що він є сумнозвісним кримінальним авторитетом Кейзером Созе.
У «Бійцівському клубі» (1999) з'ясовується, що оповідач страждає на дисоціативний розлад ідентичності і що деякі події були сфабриковані, а це означає, що з двох головних героїв насправді існує лише один, тоді як інший — у свідомості оповідача.
У фільмі «Ігри розуму» (2001) зрештою з'ясовується, що оповідач страждає на параноїдну шизофренію, і багато подій, свідком яких він був, відбувалися лише в його уяві.
У фільмі «300 спартанців» (2007 року) події битви при Фермопілах розкриваються як історія, розказана Деліосом, єдиним із 300 спартанців, який вижив у битві. Це пояснює нелюдську природу багатьох перських солдатів і безсмертних, а також тиранічний характер перського імператора Ксеркса.
У фільмі 2013 року «Самотній рейнджер» дитина, яка відвідує карнавал у 1930 році, швидко ідентифікує оповідача як підозрюваного розпитуючи його про події, що породили персонажа Дикого Заходу «Тонто». Хлопчик одягнений у костюм, що нагадує класичного героя вестернів. Події, про які розповідає оповідач, майже не відрізняються від альтернативної версії телесеріалу, але з новими одкровеннями та графічними деталями, які подаються як серія флешбеків, що зображують спогади літнього Тонто про ті події. Разом з дитиною глядачі виробляють власні судження про спогади Тонто.

### Телешоу
У ситкомі «Як я зустрів вашу маму» головний герой Тед Мосбі у 2030 році розповідає своєму синові та дочці про події, які привели його до зустрічі з матір'ю. Творець серіалу Крейг Томас в інтерв'ю 2008 року прямо зазначив, що оповідач не заслуговує на довіру.

### Комікси
У фільмі Алана Мура та Брайана Болланда «Бетмен: Убивчий жарт» Джокер, який є головним героєм, розмірковує про жалюгідне життя, що призвело до того, що він став вбивцею-психопатом. Хоча версія історії Джокера не є неправдоподібною, він зізнається наприкінці «Вбивчого жарту», що сам не впевнений у тому, що сталося в цій історії.
У період між його першими появами в 2008 і 2010 роках людська ідентичність Червоного Халка, розумної версії Халка, була загадкою. У фільмі «Падіння Халка: Гамма» (2010) Червоний Халк показаний у флешбеку, де він вбиває генерала Громовержця Росса на прохання Брюса Беннера (людська особистість Халка), з яким він уклав союз. Однак у фільмі «Світова війна Халка» (2010) з'ясовується, що флешбек був фальшивкою, коли під час битви з Червоною жінкою-Халком Червоний Халк перетворюється на свою людську подобу, розкриваючи самого генерала Росса.

## Відомі роботи з підозрілими оповідачами

### Кіно
- «Кабінет доктора Калігарі» (1920), режисер Роберт Віне.[61]
- «Громадянин Кейн» (1941), режисер Орсон Веллс.
- «Рашомон» (1950), режисер Акіра Куросава.[62]
- «Амаркорд» (1973), режисер Федеріко Фелліні.[63]
- «Форрест Ґамп» (1994), режисер Роберт Земекіс.[64]
- «Звичайні підозрювані» (1995), режисер Браян Сінгер.
- «Занепалий» (1998), режисер Ґреґорі Гобліт.
- «Бійцівський клуб» (1999), режисер Девід Фінчер.[65]
- «Пам'ятай» (2000), режисер Крістофер Нолан.
- «Ніч у барі Мак-Кула» (2001), режисер Харальд Цварт[en].
- «Герой» (2002), режисер Чжан Їмоу.[66]
- «Велика риба» (2003), режисер Тім Бертон.[67]
- «500 днів літа» (2009), режисер Марк Вебб.
- «Острів проклятих» (2010), режисер Мартін Скорсезе.
- «Життя Пі» (2012), режисер Енг Лі.
- «Загублена» (2014), режисер Девід Фінчер.
- «Джокер» (2019), режисер Тодд Філліпс.
- «Остання дуель» (2021), режисер Рідлі Скотт.

### Відео ігри
- Bastion
- BioShock
- Braid
- Call of Juarez: Gunslinger
- Dragon Age II
- Final Fantasy VII
- Hotline Miami
- Portal
- Silent Hill 2
- Spec Ops: The Line
- Star Wars: Knights of the Old Republic
- System Shock
- The Beginner's Guide
- The Stanley Parable
- Undertale
- Persona 5
- The Elder Scrolls V: Skyrim

## Додаткова інформація
- Shan, Den: «No fiabilidad», in Peter Hühn (ed.): The Living Handbook of Narratology, Hamburg: Hamburg University Press. (Online на сайті Wayback Machine  (архівовано січень 16, 2013).. Retrieved 11 May 2012)